# Visio Wettini

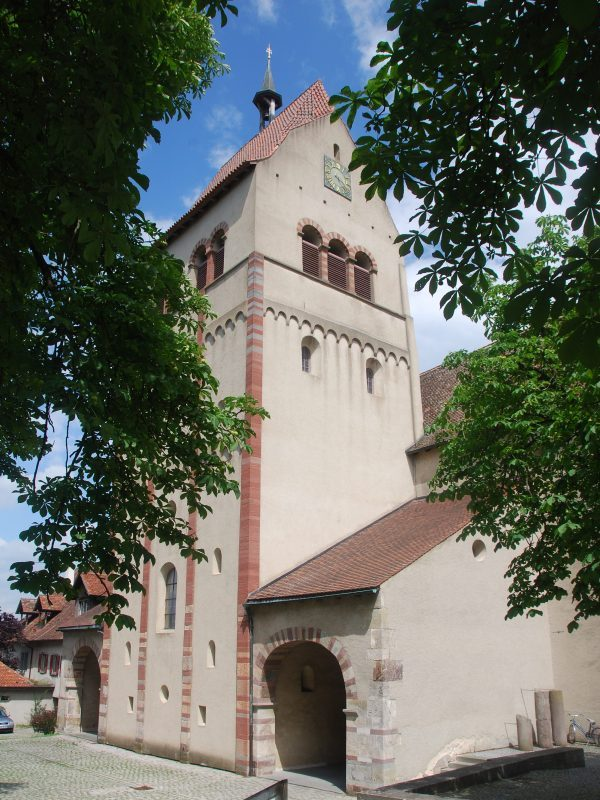
A rechenaui kolostortemplom

A Visio Wettini vagy Visio Wetti Wettinus Augiensis (775–824) Reichenau bencés apátsága tudós szerzetesének halál előtti látomásait tartalmazó, latin nyelvű epikus költemény. Wettinus látomásait Heito, a kolostor apátja prózában lejegyezte, majd ezt az anyagot Wettinus egyik tanulója Walafrid Strabo – tanulótársa, Adalgis biztatására – költeménnyé formálta.

## A Visio Wettini által elbeszélt történet
Wettinus, a kolostori iskola vezetője 824 őszén megbetegedett, októberében ezért gyógyfőzetet ivott, de hamarost még rosszabbul lett, hányt és láza volt. Ezt követően kérésére ágyát egy elkülönített cellába húzták, ahol november 3-án elveszítette eszméletét és látomása támadt. Hamarosan magához tért és elmesélte, hogy egy klerikusi ruhába öltözött démont látott, aki kínzóeszközöket tartva, be akart jutni a cellájába, hogy megbüntesse a vétkeiért, ám egy bíbor ruhába öltözött angyal ezt megakadályozta. Azonban újra elveszítette az eszméletét, amikor is az a látomása támadt, hogy egy fehér ruhás angyal elkíséri őt a pokolba és a tisztítótűzbe, ahol találkozik korának fontosabb egyházi és politikai szereplőivel, köztük Nagy Károly császárral magával is. Az angyal ezt követően felsorolja, hogy mily bűnöket kell az élőknek elkerülniük, majd Wettinus ígéretet kap, hogy a mennyországba fog jutni. Második vízióját követően, november 4-én Wettinus meghalt.

## A mű szerkezete és hatása
A költemény 945 hexameterből áll. "Így épül felː előszó (1-21), a reichenaui kolostor korai története (22-37), Heito és Erlebad apátok tevékenysége (38-172), Wetti első és második látomása (173 – 624), Szűz Mária dicsőítése (625 -632), az angyal intelmei (633-819), Wetti utolsó órai és halála (820-945)." Érdekesség, hogy a prózában fennmaradt beszámolóhoz képest a költemény sokkal szókimondóbb, ami arra is utalhat, hogy míg az apát igyekezett eltitkolni a kolostorban uralkodó erkölcsök állapotára vonatkozó utalásokat, addig Strabo nyíltabb és talán jobban is ismeri a gregorián reform előtti egyház züllöttségét.
A költemény az ún. látomásirodalom műfajába tartozik, és széles körben ismert volt a középkorban. Kimutatható hatást gyakorolt Dante Isteni színjátékára, valamint Tari Lőrinc látomásaira is. Magyarra Földváry Miklós István, az ELTE Latin tanszékének tanára fordította le.